# Wei Ling Nazi
Wei Ling Nazi, död 480 f.Kr., var en kinesisk regent. Hon var hertiginna av Wey under Vår- och höstperioden genom giftermål med hertig Ling av Wey, och hertigdömets regent under hans regeringstid (534-492 f.Kr.) därför att han saknade intresse för politik och därför överlät åt henne att sköta regeringen åt honom.   Hon var den kanske första dokumenterade kvinnan som styrde en kinesisk stat, och nämns tillsammans med Fu Hao, Yi Jiang och  Xuan som en av få politiskt mäktiga kvinnor före Änkekejsarinnan Lü.